# 1В119
Машина 1В119 «Реостат» — советский и российский передвижной пункт разведки и управления огнём артиллерии. Сконструирован на базе БТР-Д.
Машина 1В119 обычно используется в подразделениях ВДВ и морской пехоте для управления огнём САО 2С9 «Нона-С» и её модификаций.

## Описание конструкции
Машина 1В119 имеет гидропневматическую независимую подвеску с изменяемым клиренсом, на корпусе имеются амбразуры для ведения огня из личного оружия. Для эффективного управления огнём артиллерии имеется танковая навигационная аппаратура ТНА-4, артиллерийская буссоль ПАБ-2А, артиллерийский квантовый дальномер ДАК-1, ночной наблюдательный прибор ННП-21, прибор управления огнём ПУО-9.
Время готовности к открытию огня батареи с марша составляет 10 минут.

### Средства наблюдения и связи
Радиостанции: в машине Р-123М, переносная Р-107М или Р-159 для поздних серий. Телефонный аппарат ТА-57.

## Модификации
- 1В119 — базовый вариант
- 1В119-1 — отличается более современным набором бортового оборудования

## Операторы
- СССР — 60 единиц 1В119 в зоне «до Урала», по состоянию на 1991 год[4], перешли к образовавшимся после распада государствам

## Боевое применение
1. Вторая чеченская война
2. Российско-украинская война